# ريديك (فلوريدا)
ريديك (بالإنجليزية: Reddick)‏ هي مدينة أمريكية تقع في ولاية فلوريدا. تبلغ مساحتها 3.2 (كم²) وعدد سكانها 571 نسمة بحسب إحصاء سنة 2010 م . تشير إحصاءات سنة 2000م بأن الكثافة السكانية في هذه المدينة تقدر بـ (178.4) نسمة/كم2.